# 石丸有里子
石丸 有里子（いしまる ゆりこ、1955年3月17日 - ）は、日本の女優、声優。京都府京都市東山区出身。劇団鳥獣戯画副代表。81プロデュース所属。

## 略歴
平安女学院高等学校卒業と同時に上京。文学座養成所卒業。父親の知人であった赤木春恵の付き人などを経て「劇団暫」に参加して約1年在籍、1975年に「暫」の創設者の知念正文と仲間たちと共に劇団鳥獣戯画を創立。
『ひらけ!ポンキッキ』の6代目お姉さんとして活動していた。

## 人物
方言は京都弁、八戸弁。趣味・特技は料理、読書、映画、美術館、ダンス、三味線、タップ、狂言、歌、日舞、マット運動修行中。好きなものはワイン。

## 出演

### テレビドラマ
- 銭形平次

### テレビ番組
- ひらけ!ポンキッキ（1983年4月 - 1986年3月、6代目お姉さん）

### テレビアニメ
- かみさまみならい ヒミツのここたま（2015年、お婆ちゃん）

### 吹き替え
- ムーミン谷のなかまたち（2019年、ミムラ夫人）

### ラジオ
- 桜姫恋袖絵（桜姫）
- 妖精作戦（つばさ）

### CM
- クボタハウス
- JR西日本
- 養命酒

### 舞台
- 雲にのった阿国（お国）
- 好色五人女（お七・お夏・おさん・おせん・お万）
- サーカス物語（エリ）
- 三人でシェイクスピア
- トリッピング・ミスターじじい（わたる）
- 不思議の国のアリス（アリス）

他多数